# Малая Южно-Уральская железная дорога
Ма́лая Ю́жно-Ура́льская желе́зная доро́га — узкоколейная детская железная дорога в Челябинске. Открыта 31 июля 1949. Протяжённость — 5,8 км. К 1999 году за 50 лет работы дорогой перевезено свыше 5 млн пассажиров.
Дорога проходит по территории Шершнёвского (Городского) бора и парка имени Гагарина. В состав дороги входят пять станций: Звёздная, имени Павлика Морозова, Водная, Лесная, Солнечная и одна платформа Зоопарк. Время работы дороги — с мая по сентябрь 5 дней в неделю (кроме понедельника и вторника). В качестве локомотивов используются тепловозы ТУ7. Осенью 2012 года получен новый локомотив ТУ10-015. Ежесезонно на ЧДЖД проводятся конкурсы на звание: «Лучший по профессии» (проводник, машинист, СЦБ, ДСП и т. п.).
Коллектив ДЖД делится на 5 смен.

## История
- 1939 — начато проектирование дороги[4].
- 12 мая 1940 года — начато строительство дороги.
- 1941 — на 2 августа (День железнодорожника) запланировано открытие дороги. В связи с началом войны рельсы и паровозы направлены на нужды обороны.
- 1947 — возобновление строительства[2].
- 31 июля 1949 года — состоялось торжественное открытие Детской железной дороги. Первый поезд прошёл под управлением юного железнодорожника Володи Вырина. Движение открыто на участке протяжённостью 700 м от станции им. П. Морозова до разъезда № 1[5].
- 1953 — открыта станция Водная, закрыт разъезд № 1. Длина дороги — 2 км. При реконструкции 1953 года дорога получила тепловозы ТУ2-012 «Космонавт».
- 1961 — открыта станция Пионерская. Длина дороги — 4 км.
- Конец 1960-х — пришли два тепловоза ТУ2-189 «Орленок» и ТУ2-084 «Юность», 10 вагонов PAFAWAG. Из новых вагонов собрали два состава по четыре вагона: «Юность» и «Пионер».
- 1985 — на ст. Водная были построены железобетонные платформы и станционное здание, где разместился пост электрической централизации, удлинена платформа ст. им. Павлика Морозова.
- 1987 — с Демиховского вагоностроительного завода на детскую дорогу пришли два пассажирских вагона ПВ-051 и тепловоз ТУ2-166, установлена полуавтоматическая блокировка.
- 1990-е — закрыто движение сначала на перегоне Водная — Пионерская, а затем и на всей дороге. Локомотивы простаивают на территории ЧДЖД.
- 1996 — движение на Челябинской детской железной дороге было закрыто.
- 1997 — начата реконструкция дороги. К моменту открытия удалось восстановить только один перегон Водная — им. Павлика Морозова длиной 2,3 км. Вместо трёх станций работали две, курсировал один состав «Юность» из 4 вагонов.
- 1998 — в ходе реконструкции построены станции Звёздная, Солнечная и платформа Зоопарк, реконструирована станция Лесная (ранее — Пионерская). Длина дороги достигла 5,8 км. 31 июля открыто движение на всём протяжении дороги. Восстановлены все локомотивы кроме ТУ2-012 И ТУ2-028, их в полностью разграбленном состоянии отправили в металлолом.
- 2008—2009 — проводится реконструкция дороги с заменой полотна. Закуплены новые вагоны и два тепловоза ТУ7А[6].
- 2013 — закуплен и введён в эксплуатацию тепловоз ТУ10-015[6].

## Поезда
В настоящее время эксплуатируются 2 поезда, перевозящие пассажиров по маршруту «Звёздная» — «Солнечная»:
- Поезд «Южноуралец» (ранее «Пионер»), окрашен в жёлто-зелёный цвет, в составе 3 вагона. Работает по выходным.
- Поезд «Юность», окрашен в жёлто-красный цвет, в составе 4 вагона. Ежедневный.

## Станции и платформы
- Звёздная — конечная станция.
- Им. П. Морозова — станция.
- Зоопарк — платформа.
- Водная — станция.
- Лесная — станция.
- Солнечная — конечная станция.

## Подвижной состав
Локомотивы:
- Паровоз 159—626 — списан в 1966 г. Дальнейшее местонахождение и судьба неизвестны.
- Тепловоз ТУ2-028 — списан в 2008 г. В 1995 г. отставлен от работы ввиду экономического кризиса, но, в отличие от разорённого ТУ2-012, подлежал ремонту. В 1996 году было принято решение о списании тепловоза, но тем не менее в 1997 г. тепловоз введён в эксплуатацию и проработал до 1999 года. После чего простоял в тупике вместе с вагонами Pafawag состава «Орлёнок» до 2008 г. В 2009 году по его состоянию было принято решение о списании тепловоза. В 2010 г. тепловоз сдан в металлолом.
- Тепловоз ТУ2-084 «Юность» — в резерве.
- Тепловоз ТУ2-189 «Орлёнок» — вывезен в музей Каринской УЖД для прохождения ремонта и дальнейшей эксплуатации. У тепловоза отсутствуют обе кабины, дизель-генераторная установка, ТЭД и прочие узлы.
- Тепловоз ТУ7А-3356 — эксплуатируется.
- Тепловоз ТУ7А-3359 — эксплуатируется. Завезён на ЧДЖД в 2011 г. В 2012 году не эксплуатировался по причине поломки гидропередачи. В 2017 г. возвращён на Челябинскую детскую железную дорогу и введён в постоянную эксплуатацию.
- Тепловоз ТУ10-015 — эксплуатируется. В 2019 году из-за поломки гидромеханической передачи при подъёме на станцию «Солнечная» отправлен на ремонт в ООО «ЖД-Ретросервис» (ТЧ Калуга). 15 ноября 2019 года возвращён на Челябинскую детскую железную дорогу после ремонта.
- Вагоны Pafawag (Польша) — отправлены на малую Свердловскую железную дорогу.
- Вагон ВП750 (Камбарка) — эксплуатируется в составе поезда «Юность».
- 3 четырехосные грузовые платформы.

## Галерея

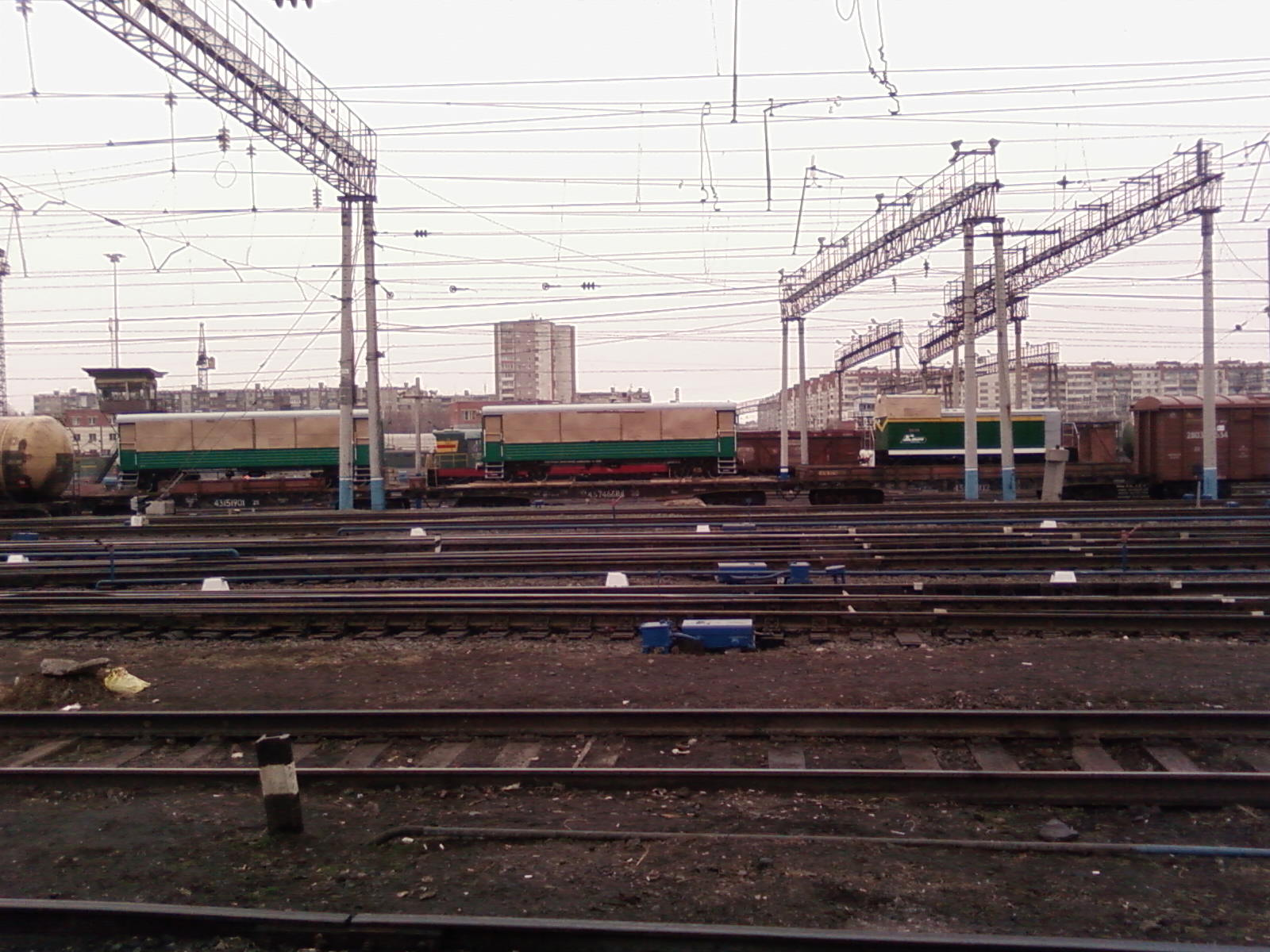
Локомотив и вагоны Малой ЮУЖД на станции Челябинск-Главный (ноябрь 2008)
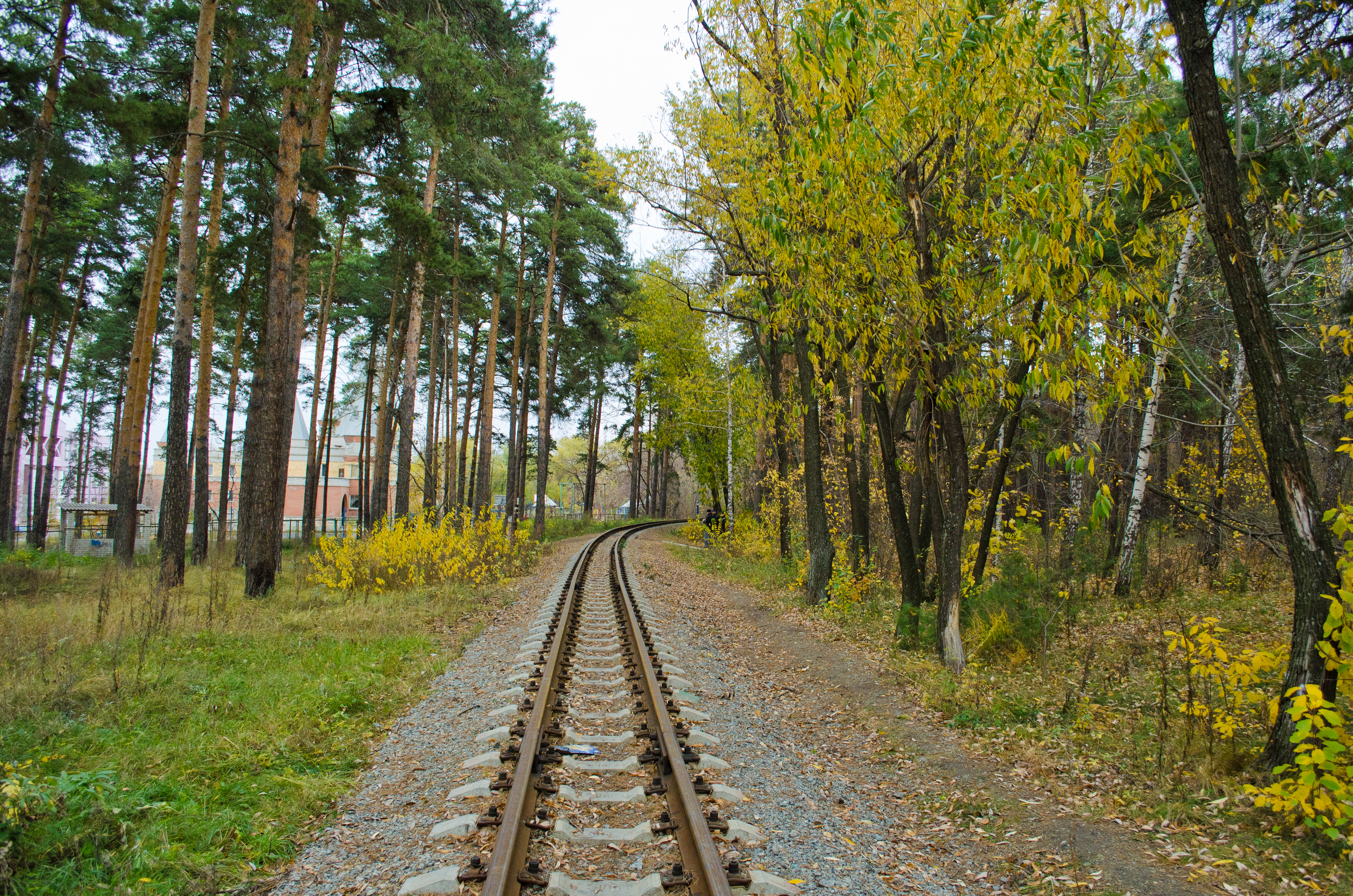
750-миллиметровая колея детской железной дороги в Челябинске
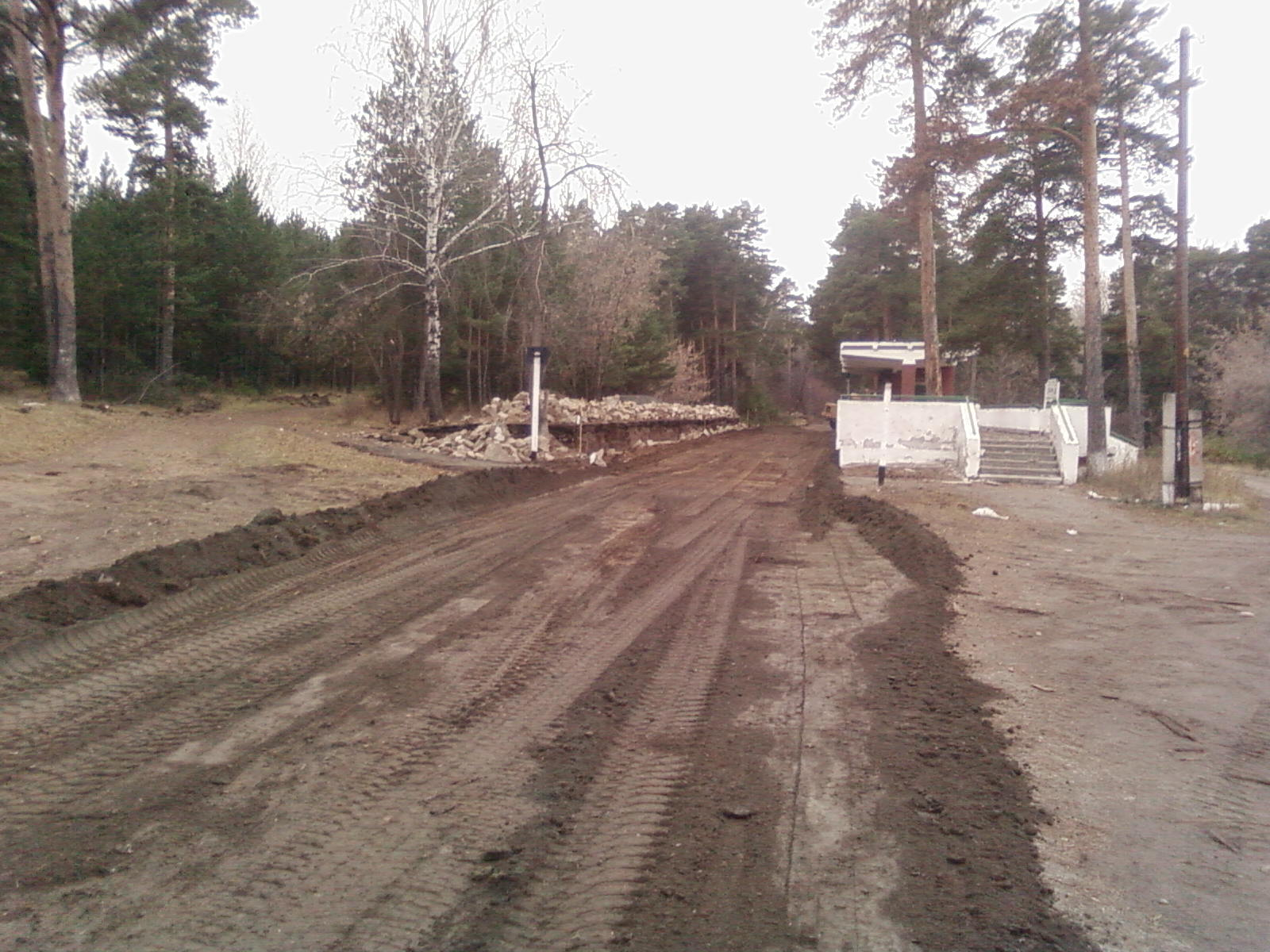
Станция «Водная» во время реконструкции (октябрь 2008)
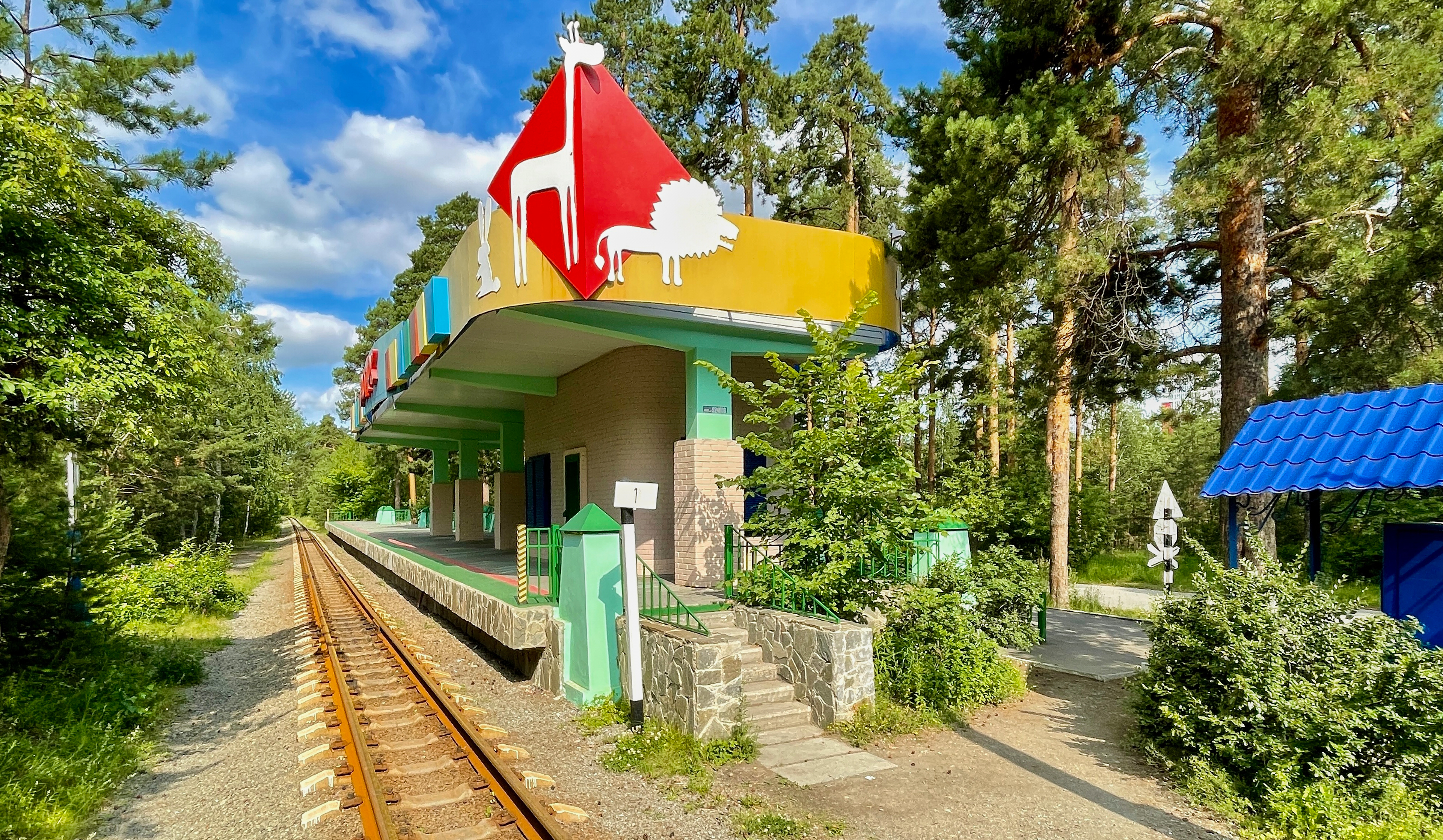
Платформа «Зоопарк»
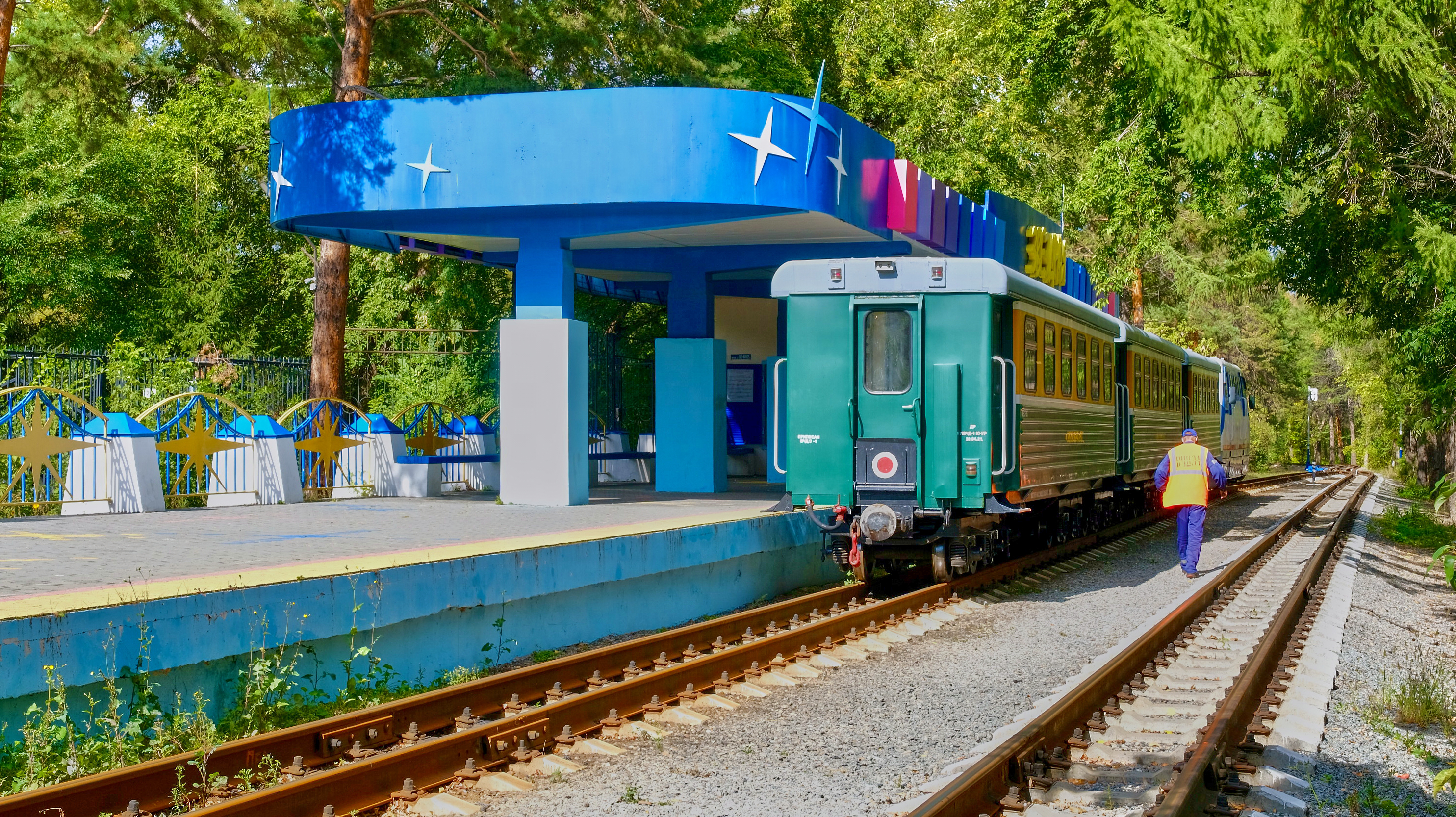
Станция «Звёздная»
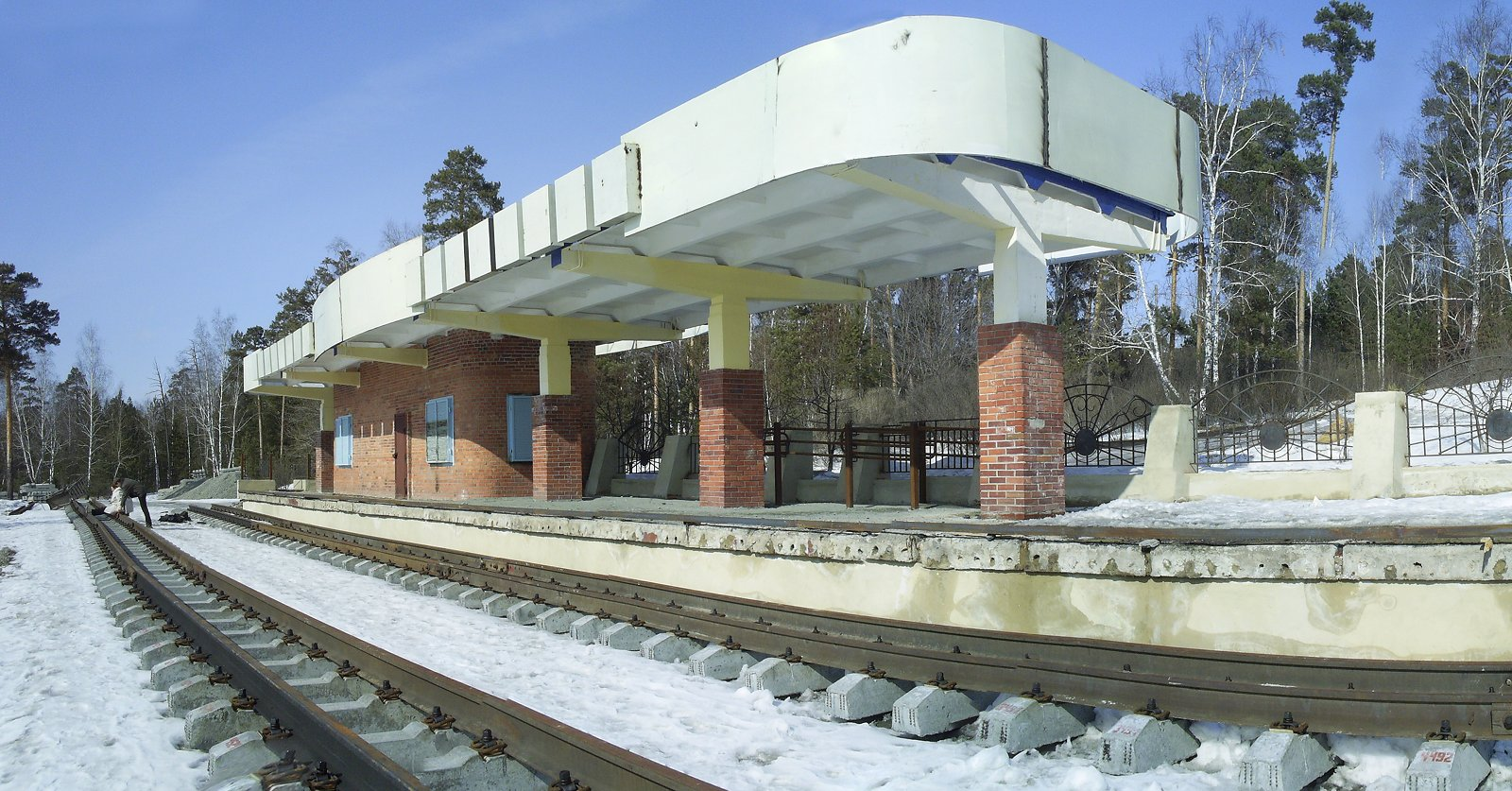
Станция «Солнечная» (конечная)